# Eubelum ubangium
Eubelum ubangium is een pissebed uit de familie Eubelidae. De wetenschappelijke naam van de soort is voor het eerst geldig gepubliceerd in 1942 door Verhoeff.